# Tubular Bells
Tubular Bells je první album britského multiintrumentalisty a skladatele Mika Oldfielda vydané roku 1973. Zároveň se stalo prvním titulem nového hudebního vydavatelství Virgin Records, které založil Richard Branson. Album je rozděleno na dvě instrumentální skladby, z nichž každá zabírala na původním vydání celou jednu stranu LP desky. Většinu nástrojů nahrál Oldfield zcela sám.
Oldfieldův přítel, skladatel David Bedford později přepracoval Tubular Bells do orchestrální podoby. Tato verze byla jako The Orchestral Tubular Bells vydána v roce 1975 jako samostatné album. Oldfield v roce 2003 (při 30. výročí vydání původního alba) zcela nově nahrál celé Tubular Bells a tato nahrávka byla tentýž rok vydána pod názvem Tubular Bells 2003.
Mike Oldfield také vydal dvě alba, která jakoby navazují na původní Tubular Bells. Deska Tubular Bells II vyšla roku 1992, Tubular Bells III v roce 1998.
Album Tubular Bells dosáhlo značného úspěchu. V srpnu 1973 se dostalo na první místo v britského žebříčku prodejnosti alb, ve Spojených státech se nejvýše vyšplhalo v dubnu 1974 na 3. příčku. Úvodní část Tubular Bells byla také použita v hororu Vymítač ďábla (anglicky The Exorcist)
Před Oldfieldovým příchodem do studia The Manor v něm nahrával velšský hudebník a skladatel John Cale své druhé sólové album The Academy in Peril. Právě z jeho nahrávacích relací zde zůstaly trubicové zvony, které Oldfield na albu použil.

## Skladby
1. „Tubular Bells Part One“ (Oldfield) – 25:36
2. „Tubular Bells Part Two“ (Oldfield) – 23:20
„The Sailor's Hornpipe“ (lidová, úprava Oldfield) – závěr druhé části, není jako samostatná stopa

## Obsazení
- Mike Oldfield – akustická kytara, baskytara, elektrická kytara, varhany Farfisa, Hammond a Lowrey, flažolet, fuzzbox, zvonkohra, „honky tonk“ piano, mandolína, piano, „Piltdown Man“, perkuse, španělská kytara, „dvourychlostní kytara“ (kytara nahraná na pásku v poloviční rychlosti) , tympány, housle, vokály, trubicové zvony (tubular bells)
- Steve Broughton – perkuse
- Lindsay L. Cooper – kontrabas
- Mundy Ellis, Sally Oldfield – vokály
- Jon Field – flétny
- Vivian Stanshall – konferenciér (Master of Ceremonies)
- Manor Choir (Simon Heyworth, Tom Newman, Mike Oldfield), Nasal Choir – sbory